# Języki lapońskie
Niektóre z zamieszczonych tu informacji od 2019-11 wymagają weryfikacji.
 Po wyeliminowaniu niedoskonałości należy usunąć szablon [[Szablon:Dopracować|]] z tego artykułu.

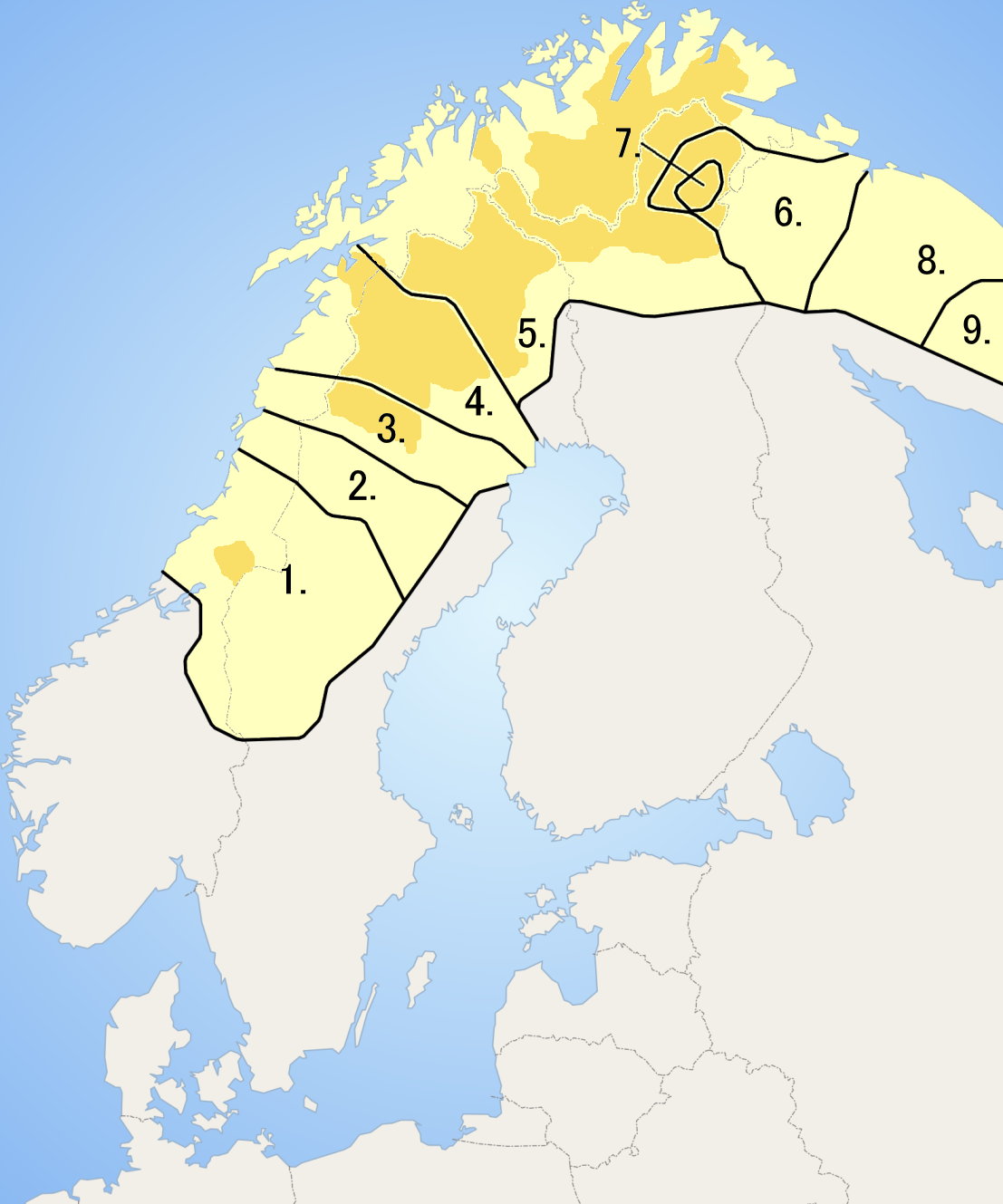
Rozmieszczenie języków lapońskich: 1. południowolapoński, 2. ume, 3. pite, 4. lule, 5. północnolapoński, 6. skolt, 7. inari, 8. kildin, 9. ter. Obszar ciemniejszy oznacza gminy, w których języki lapońskie są językami urzędowymi.

Języki lapońskie, języki saamskie, języki saami – grupa języków ugrofińskich (rodzina uralska), różniących się jednak dość znacznie od pozostałych języków ugrofińskich i nie zaliczanych do żadnego z trzech głównych zespołów językowych, to znaczy bałtycko-fińskiego, permskiego ani wołżańskiego. Posługuje się nimi około 35 tysięcy Lapończyków, zamieszkujących Laponię na dalekiej północy Skandynawii. Pozostałe około 100 tys. Lapończyków mówi językami urzędowymi krajów, w których mieszkają. Poza językiem północnolapońskim wszystkie są zagrożone wymarciem.
W Norwegii, Szwecji i Finlandii języki lapońskie mają status regionalnych języków urzędowych.
Piśmiennictwo w tych językach istnieje od XVII wieku. Języki lapońskie zachodnie w Norwegii, Szwecji i części Finlandii zapisywane są alfabetem łacińskim, a lapońskie wschodnie w Rosji i częściowo w Finlandii cyrylicą.

## Klasyfikacja języków lapońskich
Podane liczby oznaczają liczbę aktywnych użytkowników języka.
- lapońskie zachodnie (używane na terenach Norwegii i Szwecji)[1]
  - grupa południowa
    - język południowolapoński – około 600 osób (1995)[4]
    - język ume – niemal wymarły, około 10 osób (2010)[5]

  - grupa północna
    - język pite – niemal wymarły, około 20 osób (2010)[4][5]
    - język lule – 2000 osób (1995)[4]
    - język północnolapoński – 20 700 osób (1995)[4]
- lapońskie wschodnie (używane na terenach Finlandii i Rosji)[1]
  - język skolt – 420 osób (2001)[4]
  - język inari – 300 osób (2001)[4]
  - język kildin – 500 osób (2007)[4]
  - język ter – niemal wymarły, 2 osoby (2010)[5]
  - język akkala – wymarły w 2003 roku[4]
  - język kemi – wymarły

Klasyfikacja podana za Saami Linguistics, która jednak nie obejmuje wymarłego języka kemi.

## Piśmiennictwo
Pierwsze utwory napisane w językach lapońskich (pochodzące z XVIII wieku) były drukami religijnymi: przekład Biblii, katechizm, modlitewniki, zbiory pieśni, kalendarze i abecadła. Liczba wydawnictw tego typu była bardzo duża. Obecnie książki i gazety lapońskie ukazują się w dwóch językach literackich: w języku północnolapońskim w Norwegii i Szwecji oraz w języku inari w Finlandii. Oprócz podręczników i gazet istnieje samodzielna literatura lapońska.